# ماوری رز
موریس «ماوری» رُز (انگلیسی: Maurice "Mauri" Rose؛ زادهٔ ۲۶ مهٔ ۱۹۰۶ در کلمبوس، اوهایو، درگذشتهٔ ۱ ژانویهٔ ۱۹۸۱ در رویال اوک، میشیگان) رانندهٔ مسابقات اتومبیل‌رانی فرمول یک اهل ایالات متحده آمریکا بود که از فصل ۱۹۵۰ تا ۱۹۵۱ در مجموع در دو گراند پری شرکت کرد.
او در طول دوران فعالیت خود در فرمول یک، ۱ بار بر روی سکو رفت و ۴ امتیاز را به نام خود به‌ثبت رساند.
رز در ۱ ژانویه ۱۹۸۱ در رویال اوک، میشیگان درگذشت.